# アヤックス・アカデミー
アヤックス・ユースアカデミー（Ajax Youth Academy）は、サッカークラブチームアヤックス・アムステルダムのプロサッカー選手を育成するために作られた組織である。
古くはリヌス・ミケルス、ウィール・クーバー、ヨハン・クライフ、ルイ・ファン・ハールなどの長年のプログラムの改善によって現在の形式に至る。また南アフリカにも下部チームを持っていることでも知られており、そこで育てた選手が本家アヤックスに引き抜かれることもたびたび見られる。アカデミー卒業生のほとんどはFAプレミアリーグやセリエAなどトップリーグへ旅立つことから世界への登竜門とも呼ばれている。
K-1でも活躍したキックボクサーのレミー・ボンヤスキーは16歳までアヤックスの下部組織でプレーしていたが、トップチームに上がれず断念している。その時の同期にクラレンス・セードルフやパトリック・クライファートらがいる。

## 歴代選手
| - ヨハン・クライフ - ピート・カイザー - ルート・クロル - ヴィム・シュルビア - シャーク・スワルト - マルコ・ファン・バステン - ジョン・ボスマン - フランク・デ・ブール - ロナルド・デ・ブール - フランク・ライカールト - ヨン・ファント・シップ - リチャード・ビチュヘ - デニス・ベルカンプ - エトヴィン・ファン・デル・サール | - エドガー・ダーヴィッツ - ミハエル・ライツィハー - パトリック・クライファート - アンディ・ファン・デル・メイデ - クラレンス・セードルフ - トビー・アルデルヴェイレルト - デイリー・ブリント - ヨニー・ハイティンハ - ナイジェル・デ・ヨング - ヴェスレイ・スナイデル - ラファエル・ファン・デル・ファールト - トーマス・フェルメーレン - ヤン・フェルトンゲン - ドニー・ファン・デ・ベーク | - クリスティアン・エリクセン - フレンキー・デ・ヨング - デイヴィ・クラーセン - ジャスティン・クライファート - マタイス・デ・リフト - アブドゥルハーク・ヌーリ |

## ユースプログラム

### スカウティング
アヤックスは、選手を選抜するとき特別な方法で見極めている。それが「TIPS」である。
- テクニック(T)主にワンタッチプレーやトラップ技術
- インテリジェンス(I)試合の流れを読む洞察力
- パーソナリティ(P)人格、思いやり
- スピード(S)「100mを何秒で走るか」ではなく、走り出しのタイミング

の TIPS（チップス）を重視。8歳以上を対象にスカウティングを開始し、外国人プレーヤーは、プレースタイルや文化、オランダ語、英語を習得させるため、数年アヤックスで教育している。

### セレクション
セレクションはシーズンごとに2回、5 - 13歳の、オランダ国内全土から家族と一緒に居住する者を対象に実施しており、国籍、性別問わずテストを受けることが可能。現在アマチュアチームには女性も複数在籍している。毎年3000 - 5000人の中から約30人程が選ばれる。そしてこの中からトップチームへ上がれるのはほんの一握りである。
カテゴリーは19に分かれている。ジュニアユース&ユース（F-1, E-3, E-2, E-1, D-3, D-2, D-1, C-3, C-2, C-1, B-2, B-1, A-2, A-1）、リザーブチーム（Jong）はいわゆるプロ予備軍のことである。U8〜U20までの10チームで構成されている。目標は「世界に通用する選手の育成」技術、戦術、身体能力、社会適性力、ルール、健康管理、規律の向上などのさまざまな項目が設定され、サッカーだけに限定しない基本的な教育がされている。

### 教育とルール
教育費は無料で、サッカー用品などは全てクラブから支給される。プライベートもこれといった規制は無く、自由に生活してよい。ただし一つだけルールがあり、それは高等学校までをしっかり卒業することである。クライフ曰く「全員がプロフットボーラーとして成功するとは限らない、だからこそしっかり勉強し失敗した時のリスクを避けるためである」。
教育方法はドイツの森の幼稚園を参照。

### 育成方針
アヤックスのプログラムで最も特徴的なのが組織のピラミッド化とクーバー法である。
ピラミッド化とは、頂上に進むにつれて人数が減っていくことからこの名前つけられた。他チームでは年齢と共に自動昇格するシステムを採用してきたが、これをクライフが能力に応じて昇格するシステムへと一新（改革）した。これにより若手選手の競争意欲が増し、組織全体のチーム力の底上げに成功したのである。
クーバー法とは、オランダが生んだサッカー指導者ウィール・クーバーの育成理論のことである。5歳から15歳をゴールデンエイジと呼びこの時期にテクニックを学ばせると驚異的な成長を見せると言われている。

## トレーニングプログラム
サッカーの基本となるTIPSを、発育に合わせて段階的に教えていく。
5 - 7歳（F-1）では、パス・スピード・ドリブル精度・シュート・フェイントに関する「T」を重点的に指導する。ボールに対する感覚、ボールコントロールを身につけ、ボールと仲良く（友達）なることがこの時期の最大の目的。テクニックは5歳から10歳までの間にトレーニングすると効果が倍増すると言われていて、大人になってからではあまり上達しない、子供の内は短期間で驚くほどの成長を見せるため、この時期にサッカーの基本を指導する。また「ランキング」や「点数」はつけない。目に見えない程度に競わせるのも大切である。
7 - 12歳（E-3, E-2, E-1）では、簡単な試合を通して基本的な技術「T」と洞察力「I」を向上させる指導が行われる。目標は、あくまでも基本的な技術の向上である。子供たちの「コミュニケーション能力」や「協調性」などもチェック項目に入る。たとえサッカーのスキルが高くても、これら項目が一つでも欠けていたら、上のカテゴリーへ上げる事は許されない。
12 - 16歳（D-3, D-2, D-1）（C-3, C-2, C-1）になると、「TIPS」をバランスよく指導する、ライン・ポジションごとの役割・チームワークを学ぶ、ミニゲームから11人で試合を戦えるレベルに達することが目的である。インナーマッスルを鍛え「体幹」を作ることもこの時期に行われる。あくまでも「内筋」であってアウターマッスル（外筋）は一切鍛えない。クライフのアシスタントでもあったトニー・ブラインス・スロット氏は「体幹を作るのに最も適したスポーツは日本の柔道だ」と述べている。
16 - 20歳（B-2, B-1）（A-2, A-1）ではチーム戦術を学び、個人技術・フィジカル・チーム力の強化を目指す。戦術はアヤックスの基本システムの3トップを中心に、個人技術はトラップを中心に指導、フィジカルは専属のボクシングトレーナーをつけ、外筋を中心に鍛える。発育段階（5歳から15歳）で過度な筋力トレーニングをすると身体に悪影響を及ぼすためである。このように子供たちの発達段階に合わせた指導がとても重要なのである。
トップチーム（Jong）では、さらにセットプレー・スタミナ強化・サッカーエアロビクスなどが加わる。メニューの主体は、もっぱらフィジカル強化にある。90分以上走る体力はもちろんのこと、体力の消費を抑えるため「トラップフォーム」「シュートフォーム」「ランニングフォーム」を研究しそれらを実践することに重点を置いている。

## トレーニング内容

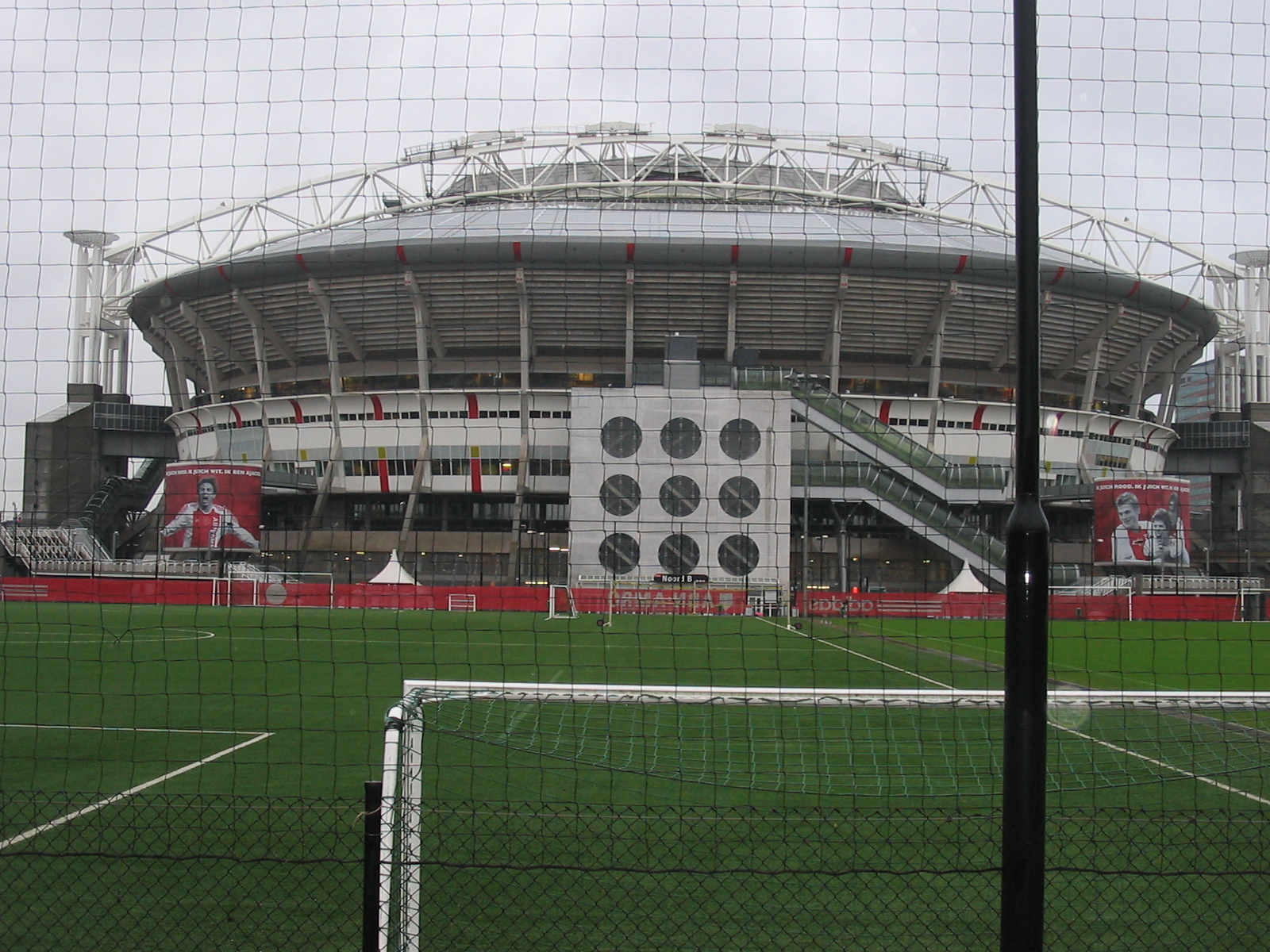
トップチームの練習場

アヤックスの練習や内容、コー・アドリアーンセ、トニー・ブラインス・スロット、アンヘル・ビルダなどの名コーチが考えたと言われている。コートは21面ありその中でトップチームが使用できるのは、たった1面のみである。残りはアカデミー候補生やアムステルダム市民、オランダ国民の娯楽のため、無料で分け与えられている。
施設名は「トゥーコムスト」(De Toekomst)
日本語で未来と言う意味。

### システム
アヤックスではユースチームから一貫して同じシステムで練習を行っている。主にスリートップと呼ばれる伝統的なフォーメーションで単純にオランダ人が攻撃的なサッカーを好むためと思われる。
戦術はプレッシング・サッカーとポゼッションフットボール、これにパス＆ランとワンタッチプレーを合わせたものであり、これを俗にアヤックススタイルとも呼ばれている。

### フィジカルトレーニング
100mのタイムより5m・10mのタイムを重視する。アヤックスではシャトルランといった方法で強化を計っているという。
柔道は日本古来の伝統的な格闘技の一種であり、これをいち早く注目し練習項目の一つに加えている。目的は体作りにあり、この柔道を行うことで強靭なフィジカルが手に入る。体格には決して恵まれていないエドガー・ダーヴィッツやヴェスレイ・スナイデルなどの強靭な体はこの柔道からつくられているという。
また体力では体幹を使って走るという有名な言葉がある、体幹を意識して走ることで通常よりも早く走れる故、スタミナの消費を抑えられる。

### テクニック
パス練習では6×4とロンドのトレーニングといった方法で練習している。他にはトライアングルが有名である。
ドリブルはちょうど頭の下にボールがあるぐらいがいいらしく、極端に言うとボールを追い抜くぐらいの気持ちで練習すると良いという。円形 8の字 ドリブル鬼ごっこ円形ドリブルはフィールドに円形を作り、その上をドリブルで走る。ドリブル鬼ごっことは、ドリブルをしながら鬼ごっこを行う。主にジュニアユースに練習させている。

### ポイント
- トラップする直前は顔を上げる
- 必ず全ての練習を左右両足で行う
- インステップ、アウトサイドを使っているかチェックする

## 戦術 理論
クライフの有名な育成や戦術哲学の数々である。特に1994-1995シーズンにチャンピオンズリーグを制覇して以降、アヤックス独自のプログラムに注目が集まるようになった。毎年のように世界各国からコーチや監督が視察に訪れる程である。
- 幼少期のフィジカルトレーニングは厳禁。
- シザース等のテクニックは幼少期に行わなければ習得不可能と言われている。
- 幼少期の先生は人ではなくボールである。プレーを縛ってはいけない。
- 厳しく教育することが名プレーヤーになると勘違いしているが、それは大きな間違いである。なぜなら子供の感性や創造性、好奇心などは人それぞれ違うからである。
- 一流プレーヤーになるには、多方面からの様々な勉強が必要不可欠である。そして最も重要なのは、サッカー選手としてではなく「人間」として一流になることである。
- ゲーム中パスコースを失わないためボランチを中心に三角形を作る。
- サイドミッドフィルダーはバランスを見ながら足りない所に水を配給せよ。
- ドリブルを仕掛けていいのはサイドアタッカーのみである。
- 中でゲームを作れなければサイドは活きない。
- 自分たちのスタイルを展開するために、常にイニシアティブを握ること。
- イニシアティブを握るというのは、当然のことながら、チームがボールをキープする必要があるという意味である。よって、ボールを「探しに行って射止める」のは本質的な任務である。
- ボールを「探しに行く」のを容易にするために、プレーのフィールドを縮小する。チームのそれぞれのラインは、相手の侵入口をうまく、そして継続的に閉ざさなければならない。
- ボールを持ったら、できるだけバリエーションのある攻撃プレーを展開する。
- このフットボールをうまく実践できて経験を積んだチームは、ゲームが激しさを増してきた時も、その逆の時も「ゲームのリズム」を支配しなくてはならない。
- 攻撃的なプレー・縮小・展開・支配・射止める これらすべてを実践できたチームは、いかなる時も破竹の勢いとなる。

## スタッフ
2017-18シーズン体制 2018年7月1日現在
- ヨング・アヤックス監督  ミハエル・ライツィハー
- アシスタントコーチ  ウィンストン・ボハルデ
- U19-1  ヨン・ハイティンハ
- U19-2  フランク・ペーレブーム
- U17  デイヴ・フォス
- U16  ノルディン・ウォーテル
- U15-1  リヒャルド・クノッパー
- U15-2  ニック・フレーマン
- U14  ロビン・フェルドマン
- U13-1  マルコ・ファン・ハーレン
- U13-2  セドリック・ファン・デル・フン
- U12  ダニイェル・ゼンコヴィッチ
- U11  デニス・デ・ハーン
- U10  ヨースト・ファン・ダム
- U9  リク・フェルハーグ
- U8  デニス・レイス

- ゴールキーパーコーチ  マルタイン・ミッデルベーク
- ゴールキーパーコーチ  スタン・ビール

- 個人コーチ  シモン・タハマタ
- 個人コーチ  リヒャルト・ヴィツヘ
- 個人コーチ  ジョン・ボスマン
- 個人コーチ  ペルシー・ファン・リーロプ

- ユース技術責任者  サイド・オウアーリ
- ユーススカウティング責任者  パトリック・ラドル

- コーディネーター  ピーター・デン・オッテル

## 著名な育成組織
- フェイエノールト・ユースアカデミー（英語版）（フェイエノールト）
- アーセナルFCアカデミー（アーセナルFC）
- アカデミーオブフットボール（ウエストハム・ユナイテッド）
- マンチェスターユナイテッド・フットボールアカデミー（マンチェスター・ユナイテッド）
- ボルシアドルトムント・ユースアカデミー（ボルシア・ドルトムント）
- アタランタBC・プリマヴェーラ（アタランタBC）
- カンテラ（FCバルセロナ）
- JFAアカデミー（日本サッカー協会）
  - JFAアカデミー福島
  - JFAアカデミー熊本宇城
  - JFAアカデミー堺
  - JFAアカデミー今治
- クレールフォンテーヌ国立研究所
- オーストラリア国立スポーツ研究所